# Star Ocean: Till the End of Time
Star Ocean: Till the End of Time (яп. スターオーシャン ティルジエンドオブタイム Сута: О:сян Тиру Дзи Эндо Обу Таиму, Звёздный океан до конца времени) — японская ролевая игра с элементами экшна, четвёртая игра в серии Star Ocean, третья в основной серии. Игра была разработана студией tri-Ace для платформы PlayStation 2 и издана Enix в Японии 27 февраля 2003 года. Это предпоследняя игра изданная компанией Enix до слияния со Square. 22 января 2004 года в Японии, 31 августа 2004 года в США и 1 октября 2004 года в Европе вышла расширенная режиссёрская версия игры, издателем которой стала новообразованная компания Square Enix. Расширенная версия игры содержала новые подземелья, новых персонажей и исправленный игровой процесс. Дистрибуцией игры в Европе занималась компания Ubisoft.

## Игровой процесс
Игра представляет собой японскую ролевую игру, это первая полностью трёхмерная и первая в серии игра с полностью озвученными диалогами. Игра сохранила большинство игровых аспектов предшественников, но также получила ряд новых, такие как ярость или возможность нанимать создателей предметов. Битвы в игре происходят в реальном времени, в битве игрок контролирует одного персонажа, остальные управляются с помощью ИИ. Игрок может задать стратегию битвы персонажам управляемым ИИ, а также давать им команды и полностью переключаться на управление ими.
Атаки могут быть направлены как на HP, так и на MP. Также персонаж теряет HP используя специальные атаки, а MP используя магию. Если персонаж игрока потеряет все HP или MP он будет нокаутирован и не сможет продолжать битву. Нокаутированный персонаж может быть возвращён в сражение с помощью специальных предметов. Появилась специальная шкала ярости персонажа влияющая на то, как быстро персонаж может передвигаться по полю боя и как часто атаковать. После победы в битве игрок получает очки опыта для каждого персонажа участвовавшего в битве, деньги, а также небольшое количество HP и MP для персонажей участвовавших в битве.
Нанося успешные удары по противнику игрок заполняет шкалу «Bonus Battle Gauge», когда шкала оказывается заполнена полностью, игрок вступает в призовую битву, где может получить деньги, очки опыта и специальные предметы. Если персонажи в битве пропускают критический удар, убегают или оказываются нокаутированы — шкала «Bonus Battle Gauge» опустошается. Также шкала опустошается при загрузки игры с карты памяти.

## Сюжет

### Персонажи
Фэйт Лайнгод (яп. フェイト・ラインゴッド Фэито Раингоддо) — главный протагонист, девятнадцатилетний студент с Земли. Озвучен Хоси Соитиро в японской и Стивом Стейли в английской версии игры.
София Эстид (яп. ソフィア・エスティード Софиа Эсути:до) — давняя подруга Фэйта. Озвучена Ацуко Эномото в японской и Мишель Рафф в английской версии игры.
Пеппита Роззетти (яп. スフレ・ロセッティ Суфурэ Росэттэ) — четырнадцатилетняя циркачка. Озвучена Масая Курато в японской и Шерри Линн в английской версии игры.
Клифф Фиттир (яп. クリフ・フィッター Курифу Фитта:) — член организации Кварк, рождён на планете Клаус III. Озвучен Хироки Тоти в японской и Дейвом Виттенбергом в английской версии игры.
Нэл Зельфир (яп. ネル・ゼルファー Нэру Дзэруфа:) — двадцатитрехлетняя шпионка королевства Аквария. Озвучена Ю Асаковой в японской и Венди Ли в английской версии игры.
Роджер Хаксли (яп. ロジャー・S・ハクスリー Родзя: Эс Хакусури:) — лидер Менодиксов с планеты Эликур II. Озвучен Мари Малтой в японской и Моной Маршалл в английской версии игры.
Альбел Нокс (яп. アルベル・ノックス Арубэру Ноккусу) — командир чёрной бригады. Озвучен Иссин Тибой в японской и Криспином Фриманом в английской версии игры.
Мария Трейдор (яп. マリア・トレイター Мариа Торэита:) — землянка, лидер организации Кварк. Озвучена Митико Нэей в японской и Дороти Фан в английской версии игры.
Мираж Каос (яп. ミラージュ・コースト Мира:дзю Ко:суто) — член организачии Кварк, соперница Клиффа. Озвучена Эми Синохарой в японской и Кэри Уолгрен в английской версии игры.
Эдрей Ласбард (яп. アドレー・ラーズバード Адорэ: Ра:дзуба:до) — воин из Королевства Аквария. Озвучен Унсё Исидзукой в японской и Биу Биллингсли в английской версии игры.

### История
События игры разворачиваются через 404 года после Star Ocean: Blue Sphere. Землянин Фэйт Лайнгод отдыхает на курортной планете Хайда IV, где он находится вместе с матерью, отцом и подругой детства — Софией. Во время когда Фэйт и София находятся в комнате для голографических видеоигр, планету неожиданно начинает атаковать космический флот Вендини. Вендини — это маленькая, но технологически развитая цивилизация и ранее она никогда не нападала на планеты Галактической Федерации. Фэйт и София пытаются спастись и эвакуируются на челноках, тем временем родители Фэйта оказываются захвачены Вендини. Челнок Фэйта падает на планету Вангард III, уровень развития жителей которой соответствует Земному XVI веку. На этой планете Фэйт сталкивается с изгнанным бандитом Нортоном, который за счёт превосходства в технологиях пытается поработить планету. Нортон пытается убить Фэйта, но неожиданно ему на помощь приходит член организации Кварк — Клифф Фиттир, который убивает Нортона и увозит Фэйта с планеты с собой. Пока Фэйт с Клиффом летели к лидеру организации Кварк, их корабль был атакован и упал посреди города на планете Эликур II, развитие которой находится на уровне Земли XVII века. Местное правительство посчитало Фэйта и Клиффа шпионами и посадило в темницу, но оттуда они были спасены шпионкой королевства Аквария — Нэл Зельфир, которая хотела их технологии для победы в войне.

## Отзывы и продажи
| Сводный рейтинг       | Сводный рейтинг |
| Агрегатор             | Оценка          |
| --------------------- | --------------- |
| GameRankings          | 80,99 %         |
| Metacritic            | 80/100          |
| Иноязычные издания    |                 |
| Издание               | Оценка          |
| Game Informer         | 8,25/10         |
| GameSpot              | 7,9/10          |
| IGN                   | 9/10            |
| Русскоязычные издания |                 |
| Издание               | Оценка          |
| «Страна игр»          | 7,8/10          |

Изначально игра произвела на критиков скорее негативное впечатление, поскольку в игре были баги и она отказывалась работать на старых версиях PlayStation 2. Enix обвинял в этом Sony, поскольку использованные при создании игры библиотеки не имели обратной совместимости. Sony отрицала свою вину в этом. Тем не менее это сказалось на продажах игры и Square Enix в 2004 году выпустил исправленную режиссёрскую версию, в которой были исправлены ошибки оригинальной игры и добавлены новые функции. В Северной Америке игра была хорошо принята игроками и прессой, рейтинг игры на агрегаторе Game Rankings составил 80,99 %. Till the End of Time стал 96 самой продаваемой игрой в шестом поколении консолей по состоянию на июль 2006 года. Продажи игры в США превысили 630 000 копий, составило 23 миллиона долларов. Оригинальная версия игры разошлась в Японии тиражом в 533 373 копий по состоянию на конец 2008 года.